# Grohe AG

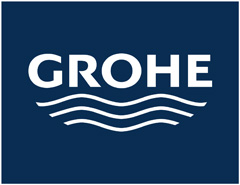
Logo van het bedrijf

Grohe AG is een Duitse onderneming in de sanitairbranche, met als officiële vestigingsplaats Hemer in Noordrijn-Westfalen. Het bedrijf is in eigendom van de Japanse Lixil Groep.

## Structuur
Eigenaar van het bedrijf is (anno 2020): K.K. LIXIL Group (Japans:  株式会社LIXILグループ, Kabushiki kaisha Lixil Gurūpu; Engels: LIXIL Group Corporation). Dit is een in Tokio gevestigd wereldwijd concern op het gebied van de bouwnijverheid en aanverwante branches.
Dit bedrijf bezit de aandelen in Grohe Group S.à r.l., gevestigd te Luxemburg.
Grohe Group S.à r.l. bezit de aandelen in Grohe Holding GmbH.
Grohe Holding GmbH bezit de aandelen in Grohe AG (Duitsland), Grohe America Inc. (Verenigde Staten), en Grohe Canada Inc.

## Locaties
Duitse vestigingsplaatsen van Grohe AG bevinden zich in Hemer (o.a. een design- en researchafdeling), Düsseldorf (vanaf 2008 het hoofdkantoor met de administratie en directie), Porta Westfalica en Lahr/Schwarzwald (twee fabrieken).
In Winksele, gemeente Herent en Zoetermeer zijn de filialen van het bedrijf voor respectievelijk België en Nederland gevestigd.
Het bedrijf heeft nog andere filialen of dochterondernemingen in meer dan 120 landen, o.a. China, Oostenrijk, Frankrijk, Japan, Italië en Spanje.

## Geschiedenis
In 1911 was in Hemer een klein metaalverwerkend bedrijf opgericht met de naam Berkenhoff & Paschedag.
In 1936 werd dit bedrijfje overgenomen door Friedrich Grohe, de zoon van de uit Schiltach in het Schwarzwald afkomstige badkamer-armaturenfabrikant Hans Grohe (de oprichter van de latere concurrent hansgrohe). Friedrich had hiervoor toestemming van zijn vader. De fabriek ging zich toeleggen op het maken van badkamerarmaturen (kranen en later douchestangen; vader Hans produceerde vooral douchekoppen). In 1948 werd het bedrijf omgedoopt in Friedrich Grohe Armaturenfabrik.
In 1956 werd de Carl Nester Armaturenfabrik, gevestigd in Lahr/Schwarzwald, overgenomen. Dit bedrijf ging zich toeleggen op thermostaten en thermostaatkranen. In 1962 kocht het bedrijf de wereldwijde exclusieve licentie voor het produceren van mengkranen.
Van 1968-1983 was Friedrich Grohe na de dood van zijn vader en broer tijdelijk ook directeur van het intussen tot concurrent  geworden Hans Grohe. Juridische problemen hierover werden omzeild, door voor die tijd 51% van de aandelen aan een derde partij (ITT) te verkopen, en deze later weer terug te kopen.
In de decennia tussen 1965 en 2005 groeide de onderneming voortdurend door overnames van branchegenoten, ook in Nederland en België, en het op de markt brengen van succesvolle nieuwe producten. De familie Grohe besloot, om onder andere economisch-politieke redenen, het bedrijf te verkopen, met uitzondering van driekwart van de prioriteitsaandelen, zodat ze wel invloed behield op het bedrijfsbeleid.
Van 1994 tot 2014 was het concern eigendom van buitenlandse beleggingsconsortia. Daarna werd het door de Japanse ondernemingsgroep Lixil verworven.
Sinds 2003 werd het bedrijf meer dan 200 keer bekroond met een design-prijs.
In 2010 moest Grohe AG een boete van bijna 55 miljoen euro betalen vanwege deelname aan een illegaal prijskartel tussen 1992 en 2002. Door prijsafspraken met branchegenoten, onder andere Villeroy & Boch en hansgrohe, betaalden afnemers in die periode te veel voor de producten.

## Belangrijkste producten
- Badkamerproducten zoals bad- en douchekranen, badkuipen, douchebakken, wasbakken (ook van keramiek), accessoires zoals zeepbakjes en handdoekrekken
- Wc's met toebehoren
- Keukenproducten zoals keukenkranen, spoelbakken
- Smarthome: met behulp van apps en/of ingebouwde computers werkende watersensoren en soortgelijke installaties, die onder andere bij een waterleidinglek automatisch de hoofdkraan kunnen afsluiten

## Trivia
- Het logo van Grohe AG bestaat uit de naam van het bedrijf vergezeld door drie golvende lijnen. Deze golvende lijnen staan voor de "golf van succes", continue vooruitgang en (door)ontwikkeling. Verder heeft het logo ook een verwijzing naar de toepassing van de producten van Grohe, namelijk met water (sanitair).[1]

## Afbeeldingen

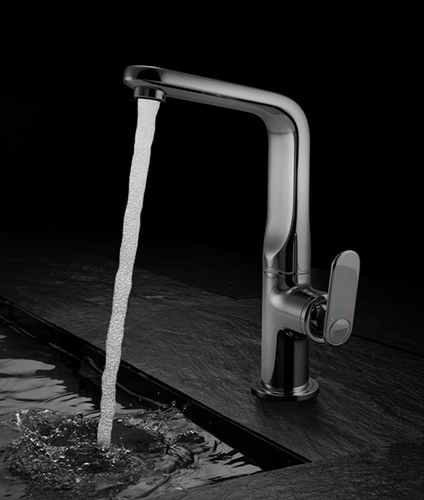
Keukenarmatuur uit het assortiment van het bedrijf
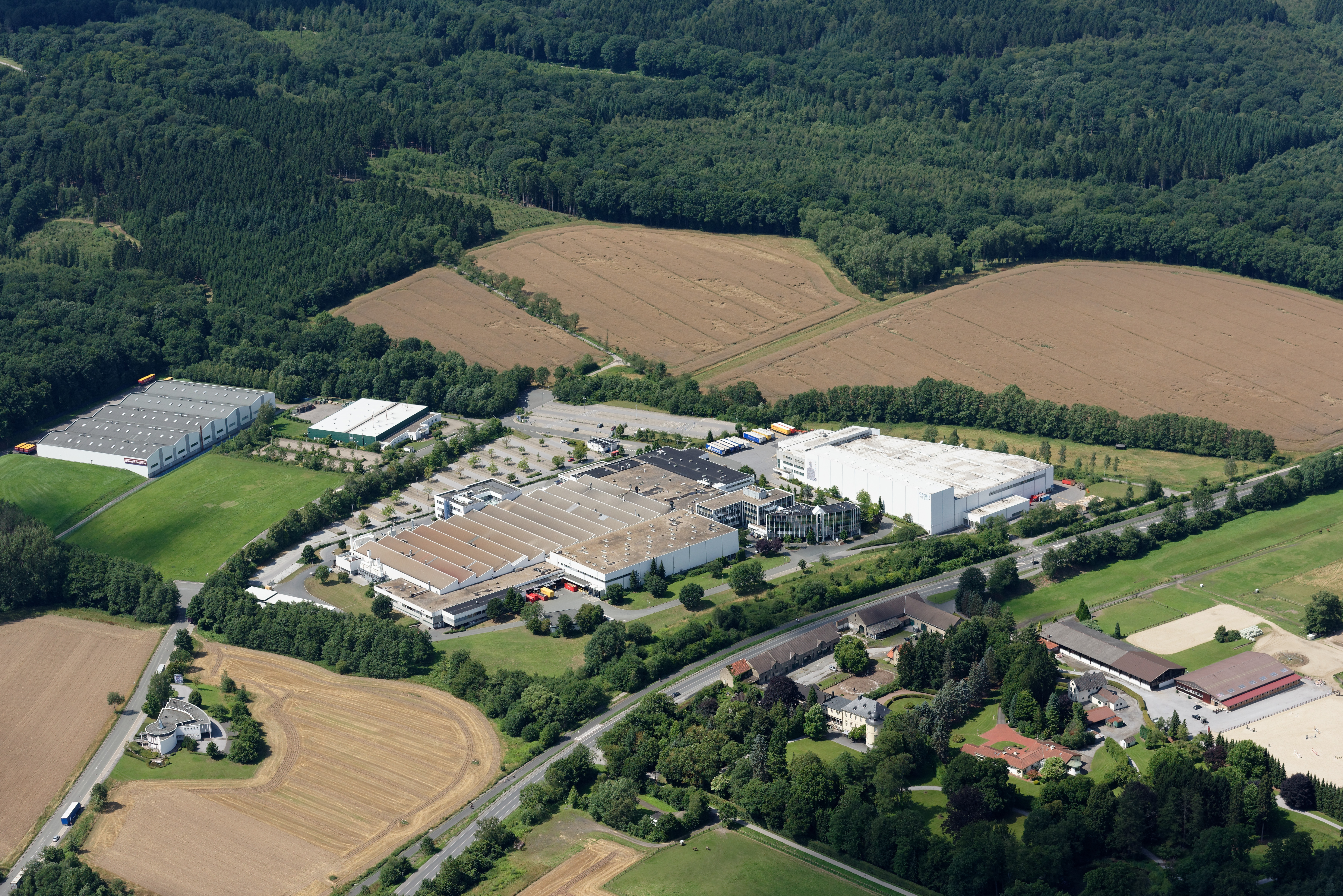
Luchtfoto van de fabriek in Hemer (2015)
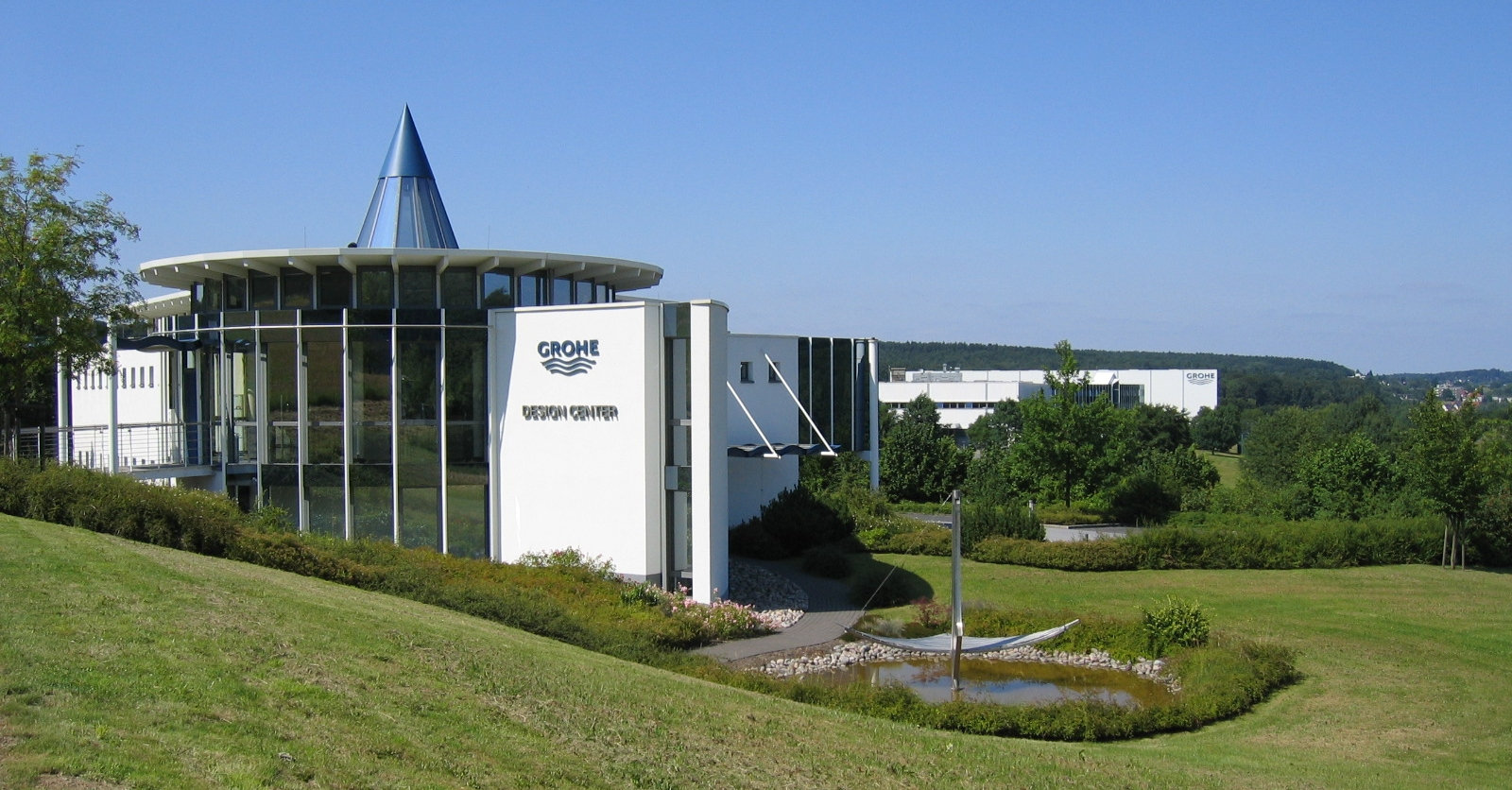
Grohe Technology- & Design-Center, Hemer-Edelburg (2005)
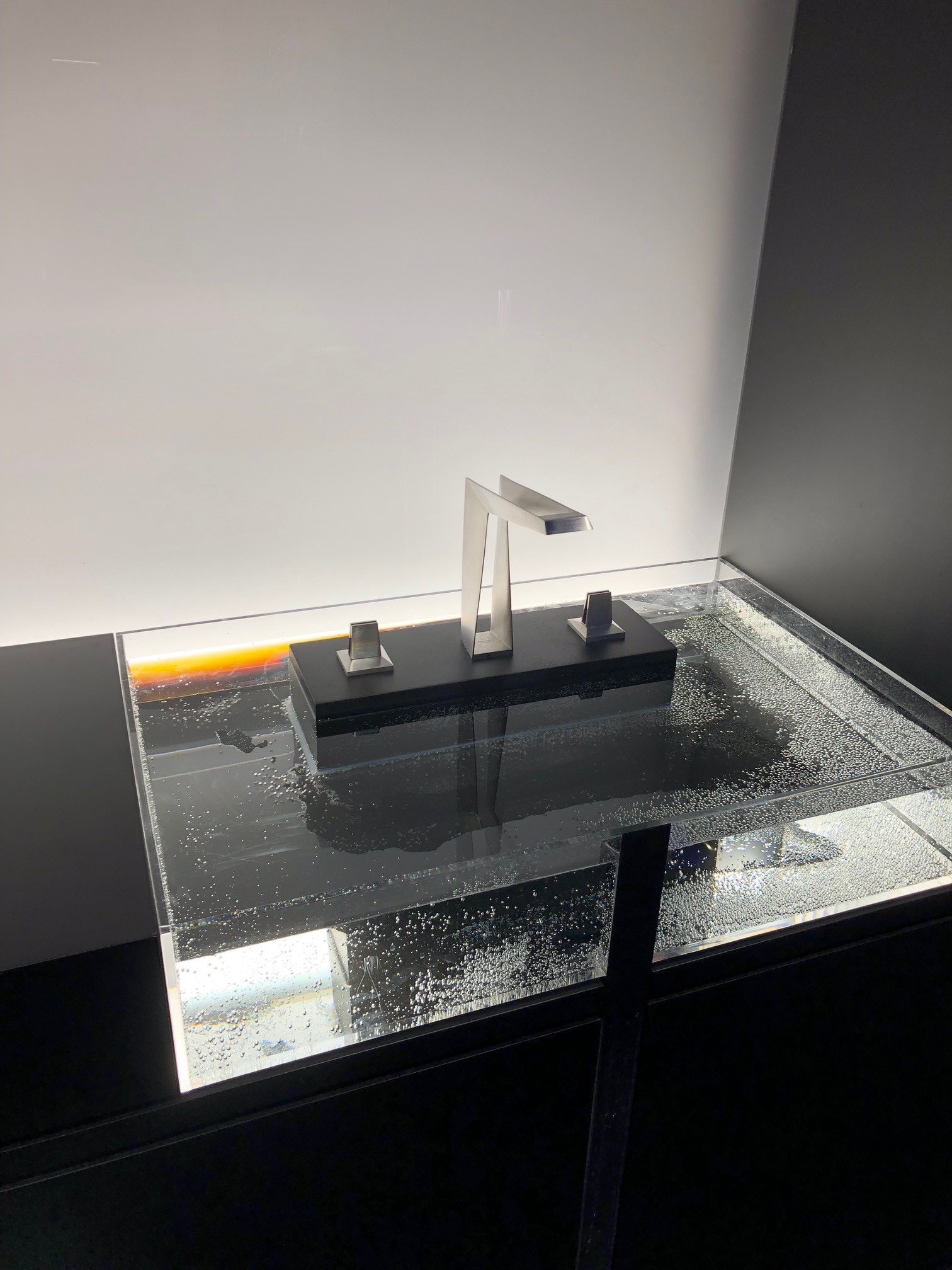
Keukenkraan uit het assortiment van het bedrijf, gemaakt met een 3D-printer